# Rolf Boldrewood

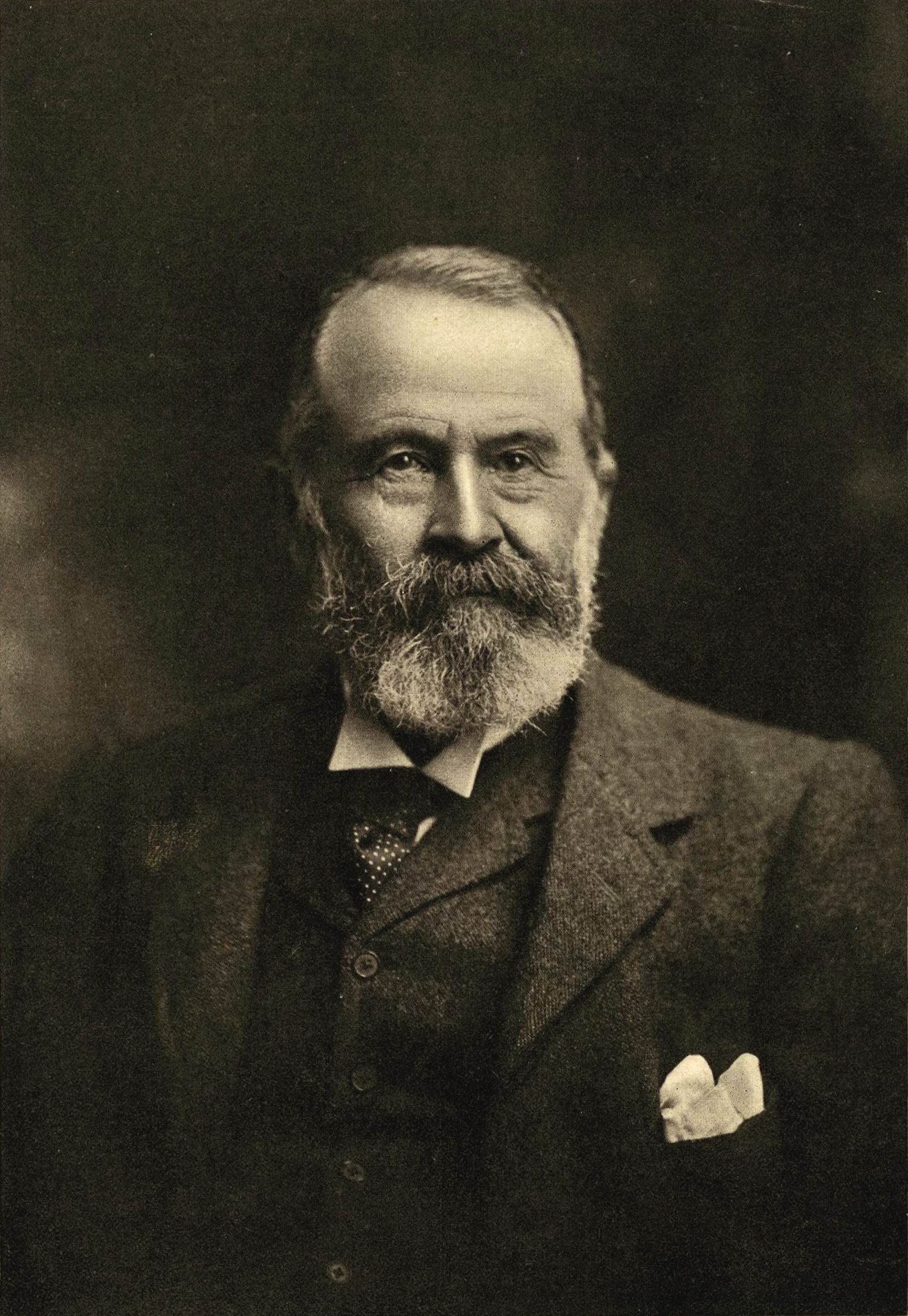
Rolf Boldrewood, c. 1912

Rolf Boldrewood, eigentlich Thomas Alexander Browne (* 6. August 1826 in London; † 11. März 1915 in Melbourne) war ein australischer Schriftsteller. Er trat auch als Hausbesetzer und Beamter im Öffentlichen Dienst in Erscheinung.
Sein bekanntester Roman war Robbery under Arms. Am Anfang dieses Romans wartet der Erzähler Dick Marsden auf seine Hinrichtung, mit der er für Verbrechen aus seiner Zeit als Ranger im australischen Busch bestraft werden soll. Er erzählt die Geschichte seines Lebens und seiner Liebesbeziehungen und berichtet von seiner Verbindung mit Harry Redford, alias des berüchtigten Captain Starlight. Einige der Heldentaten beruhen auf wahren Begebenheiten, an denen die realen Personen Daniel Morgan, Ben Hall, Frank Gardiner und John Gilbert beteiligt waren.
Dieses so genannte „ripping yarn“ ist seit seiner ersten Veröffentlichung in Buchform 1888 in Australien populär geblieben und wurde dreimal verfilmt sowie im Radio als Serie ausgestrahlt.

## Werke
- The Mailman's Yarn, in: Rolf Boldrewood: In Bad Company and Other Stories, 1901 (dt. Mord im Outback, 2014; in Coo-ee: Nächtliche Begegnung ... und andere australische Klassiker, Balladine Publishing, Hamburg 2017, ISBN 978-3-945035-11-5)